# Lijst van beschermd erfgoed in de gemeente Saeul
In deze lijst van beschermd erfgoed in de gemeente Saeul zijn alle geclassificeerde nationale monumenten van de Luxemburgse gemeente Saeul opgenomen.

## Monumenten per plaats

### Saeul
| Object                                  | Bouwjaar/architect | Locatie                                        | Datum beschermd?      | Coördinaten                   | Afbeelding |
| --------------------------------------- | ------------------ | ---------------------------------------------- | --------------------- | ----------------------------- | ---------- |
| Kerk van Saeul met de omliggende plaats |                    | Rue Principale                                 | 31 juli 1968 (MN)     | 49° 43' 37" NB, 5° 59' 7" OL  |            |
| Gebouwen                                |                    | rue Jean Mersch 15                             | 12 november 2010 (MN) | 49° 43' 32" NB, 5° 58' 58" OL |            |
| Wintereik                               |                    | 200 meter ten noordoosten van Saeul, Hoelzchen | 15 juni 1984 (IS)     | 49° 43' 60" NB, 5° 58' 54" OL |            |

## Bron
- Liste des immeubles et objets classés monuments nationaux ou inscrits à l'inventaire supplémentaire